# Bá tước xứ Sutherland
Bá tước xứ Sutherland (tiếng Anh: Earl of Sutherland) là một tước hiệu trong Đẳng cấp quý tộc Scotland. Nó được tạo ra vào khoảng năm 1230 cho William de Moravia và là bá tước hàng đầu thuộc Đẳng cấp quý tộc Scotland. Bá tước hoặc nữ bá tước của Sutherland cũng là thủ lĩnh của Thị tộc Sutherland.

## Lịch sử
Dòng dõi ban đầu của bá tước Sutherland có họ "de Moravia" mặc dù đôi khi họ sử dụng họ "Sutherland", lấy từ tước vị cha truyền con nối của họ. Cái tên de Moravia có nghĩa là "của Moray" hoặc "của Murray". De Moravias từng là bá tước của Sutherland và là thủ lĩnh của thị tộc Sutherland, được cho là đã chia sẻ tổ tiên nội ban đầu của họ với các thủ lĩnh của thị tộc Murray thông qua tổ tiên chung của họ là Freskin de Moravia. Nhiều nhánh khác nhau của Gia tộc Murray tuyên bố có nguồn gốc từ Freskin, bao gồm cả những người từng là bá tước và sau này là Công tước xứ Atholl. Nghiên cứu hiện tại đang được tiến hành thông qua các nghiên cứu Y-DNA dòng nam phối hợp với cả hai nhánh của các thị tộc này để xác định xem có nhánh hiện đại nào có chung tổ tiên thời trung cổ hay không. Từ Robert, Bá tước thứ 6 (mất năm 1444) trở đi, họ Sutherland đã được sử dụng.
Elizabeth Sutherland, Nữ bá tước thứ 10 xứ Sutherland (1470–1535) kết hôn với Adam Gordon, con trai nhỏ của George Gordon, Bá tước thứ 2 xứ Huntly, tộc trưởng Thị tộc Gordon. Con trai đầu lòng của họ là Alexander Gordon, Chủ nhân của Sutherland, có hậu duệ là một số bá tước tiếp theo của Sutherland, những người đều sử dụng họ Gordon. Tước hiệu một lần nữa được nắm giữ bởi một chuỗi dài các hậu duệ nam, cho đến khi William Gordon, Bá tước thứ 18 xứ Sutherland qua đời, không có con trai, khi tước hiệu này được truyền cho con gái của ông là Elizabeth, Nữ bá tước thứ 19 xứ Sutherland (1765–1839).